# Othakalmandapam
Othakalmandapam es una ciudad y nagar Panchayat situada en el distrito de Coimbatore en el estado de Tamil Nadu (India). Su población es de 12207 habitantes (2011). Se encuentra a 18 km de Coimbatore.

## Demografía
Según el censo de 2011 la población de Othakalmandapam era de 12207 habitantes, de los cuales 6028 eran hombres y 6179 eran mujeres. Othakalmandapam tiene una tasa media de alfabetización del 82,13%, superior a la media estatal del 80,09%: la alfabetización masculina es del 88,21%, y la alfabetización femenina del 76,24%.